# Gökçek Vederson
Gökçek Vederson, all'anagrafe Wederson Luiz da Silva Medeiros (Campos dos Goytacazes, 22 luglio 1981), è un ex calciatore brasiliano naturalizzato turco, di ruolo difensore o centrocampista.

## Caratteristiche tecniche
È un terzino sinistro che all'occorrenza può essere utilizzato come centrocampista di fascia sinistra.

## Palmarès

### Club

#### Competizioni nazionali
- Supercoppa Turca: 1

Fenerbahçe: 2009
- Campionato turco: 1

Bursaspor: 2009-2010